# بودئوک-دونگ
بودئوک-دونگ (به لاتین: Bodeok-dong) یک منطقهٔ مسکونی در کره جنوبی است که در گیونگجو واقع شده‌است.